# 삼성 갤럭시 탭 3 7.0
삼성 갤럭시 탭 3 7.0(Samsung GALAXY Tab 3 7.0)는 삼성전자에서 제조/판매하는 안드로이드 태블릿 컴퓨터다.
2013년 4월 29일에 발표하여, T210 모델은 2013년 7월 8일에 출시하였다.

## 연혁
- 2013년 4월 29일 : 제품 공개[4]
- 2013년 7월 8일 : 미국에서 출시[5]

## 색상/에디션
- 화이트
- 골드 브라운
- 메탈릭 블루
- 와인 레드

- 헬로 키티 에디션 (하얀색 바탕)[6]

## 변형 기종

### 대한민국

#### 070 홈보이 (SM-T210L)
070국번을 사용하는 LG유플러스의 홈보이 서비스에 맞게 수정된 집전화용 변종 모델로, 인켈의 스피커 도킹 스테이션이 함께 제공된다.

#### 갤럭시 탭 3 키즈 (SM-T2105)
갤럭시 탭 3 7.0을 유아용으로 특화하여 외형을 노란색으로 변경하고 유아 교육용 콘텐츠 기본 탑재한 기종이다.

## 같이 보기
- 삼성 갤럭시 탭 3 8.0
- 삼성 갤럭시 탭 3 10.1
- 삼성 갤럭시 탭 3 라이트